# Félix Rodríguez (CIA)
Felix Ismael Rodríguez Mendigutia (n. 31 mai 1941, La Habana, Havana Province⁠(d), Cuba) a fost un colaborator cubanez al Central Intelligence Agency, cunoscut pentru contribuția sa la Invazia din Golful Porcilor și la execuția revoluționarului comunist Che Guevara.